# Amoenema zizhongi
Espèce
Amoenema zizhongi est une espèce d'araignées aranéomorphes de la famille des Salticidae.

## Répartition
Cette espèce est endémique du Yunnan en Chine,. Elle se rencontre dans le xian de Lushui.

## Description
La carapace du mâle holotype mesure 2,22 mm et l'abdomen 2,29 mm et la carapace de la femelle paratype mesure 2,57 mm et l'abdomen 2,86 mm.

## Systématique et taxinomie
Cette espèce a été décrite en 2023 par Yu (d) et Zhang (d) dans une publication coécrite avec Wang (d) et Maddison (d).

## Étymologie
Cette espèce est nommée en l'honneur de Zi-zhong Yang.

## Publication originale
- (en) Yu, Wang, Maddison & Zhang, « Two new genera of Euophryini from southern China and Malaysia (Araneae, Salticidae, Salticinae) », Zootaxa, 2023, vol. 5231, n. 3, p. 201-248.